# Midual
Midual est un constructeur français de moto fondé par Olivier Midy, qui travaille depuis l’origine avec son frère aîné, François, à Juigné-sur-Loire (Maine-et-Loire).

## Historique
Né en 1967 dans une famille d’enseignants, Olivier Midy s’intéresse très tôt à la mécanique. Il découvre l’histoire de la moto, lit, s’intéresse à ses développements. Puis il découvre chez un voisin, les joies de la mécanique appliquée à la restauration de motos anciennes. Il passe des heures à travailler et à apprendre à l’atelier et c’est dans le garage familial qu’il restaure son premier véhicule à l’âge de quatorze ans : une Monet-Goyon.
Olivier termine sa formation d’ingénieur puis décide de transformer sa passion en l’engagement d’une vie. L’aventure Midual est née.

### Naissance de la marque
Olivier Midy entraîne à ses côtés un ami ingénieur, puis son frère aîné, François. Chacun a un emploi et prend sur ses heures de loisir pour travailler sur une nouvelle architecture moteur.
En 1995, Olivier dépose le brevet d’une « architecture de moteur à explosion pour motocyclette ». Le brevet présente un moteur bicylindre à plat, à quatre temps, de forte cylindrée, à vilebrequin transversal, architecture inutilisée qu’Olivier décide de remettre au goût du jour. En 1997, désireux de donner une structure à son projet, il négocie avec son employeur la délocalisation du bureau d’études automobile qu’il a contribué à installer en région parisienne et arrive à Angers avec son frère, leurs familles et un premier salarié. L’activité débute en février 1998. La petite équipe travaille d’arrache-pied, menant de front les études automobiles et la réalisation de deux maquettes pleine échelle.
Les deux roadsters sont présentés en 1999 au Mondial du deux roues de Paris.
La marque Midual est déposée et c’est la Midual 900 qui reçoit à l’époque un très bon accueil, dont on retrouve la trace dans la presse de l’époque, nationale et internationale.
Il faut alors capitaliser le projet car le positionnement de l’époque place la marque en compétition directe avec de grands concurrents, énorme challenge. Mais la levée de fonds ne se fait pas.
Il est malgré tout décidé de continuer, de réétudier le moteur, de le fabriquer pour de bon et de donner vie à la moto. Après plusieurs années et plusieurs milliers d’heures de R&D, le moteur démarre au banc d’essai, sans anicroche et sans mauvaise surprise. Les heures d’endurance passant, l’équipe y croit : le moteur est né.
Il s’agit alors de penser la moto et une voie pour sa réussite. Midual est une marque bénéficiant de son propre moteur, ce qui est un atout. Les mécaniques propriétaires ont toujours permis d’identifier les entreprises et les marques qu’elles défendent, de leur donner un ancrage fort. Le flat-twin délivre des sensations de conduite à des vitesses raisonnables.
Une partie-cycle de haut niveau s’impose pour sa motorisation originale. Petit à petit, l’idée de la coque porteuse prend forme.
Admiratif de la mécanique horlogère, Olivier prend la décision de créer un objet novateur et pensé dans ses moindres détails. La coque sera mise en valeur par l’emploi de matériaux nobles et la plus petite vis devra être dessinée et validée comme une composante évidente de l’ensemble.

### Midual constructeur

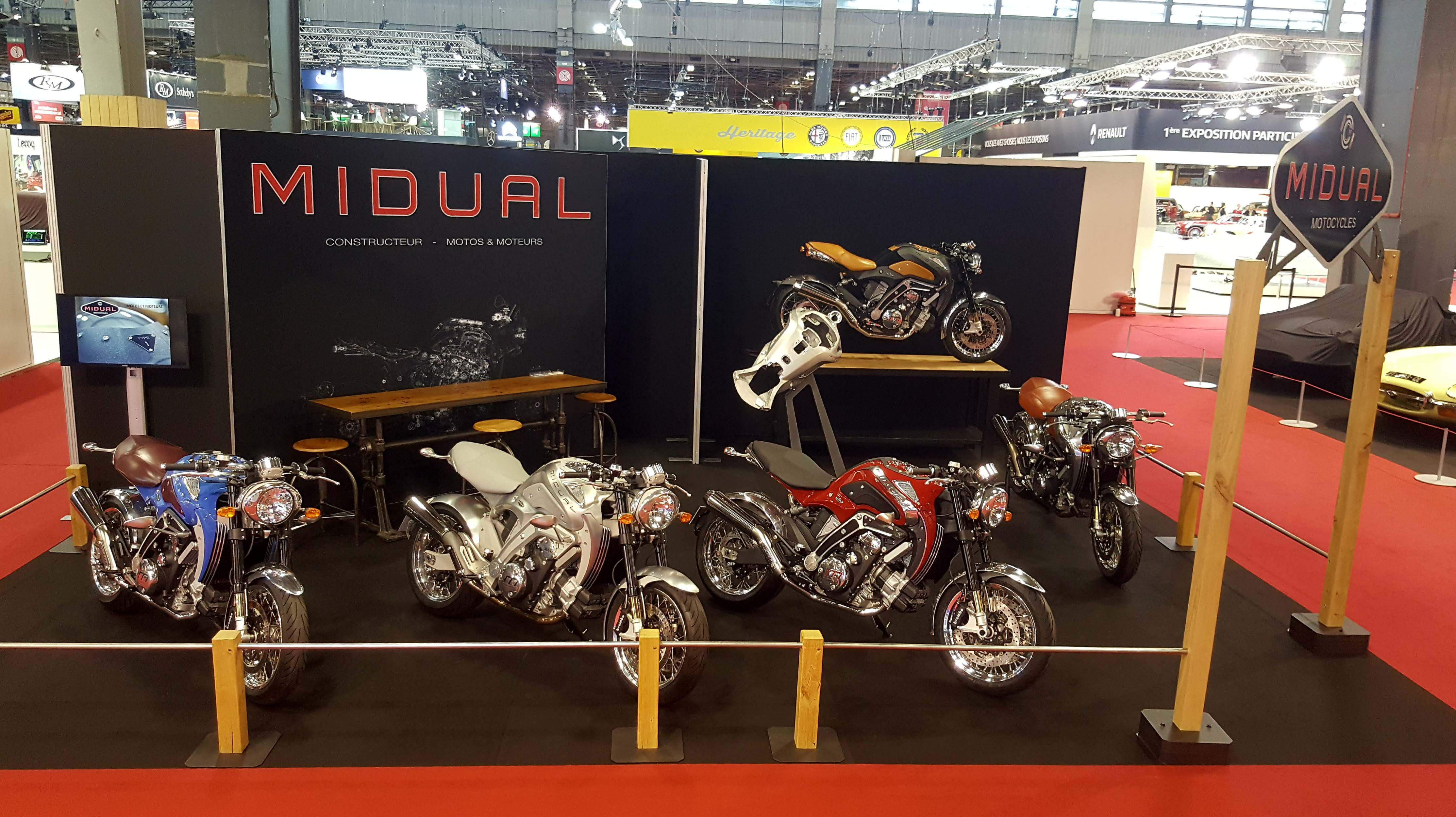
Stand Midual présentant cinq Type 1 lors du Rétromobile 2020.

Olivier Midy présente son plan d’action, transmet son enthousiasme et dans les premiers mois de 2010, Midual réussit sa première levée de fonds privés.
En 2013, le moteur et la coque sont assemblés et le premier prototype roulant est testé.
En 2014, la moto est suffisamment aboutie pour être présentée au Pebble Beach Concours d'Elegance, en Californie.
Les premières livraisons suivent et, en 2018, Midual intègre ses premiers locaux de production, une usine au Sud d’Angers. Dès début 2019, les motos sont fabriquées et livrées depuis cette nouvelle usine.

## Modèles

### Midual 900

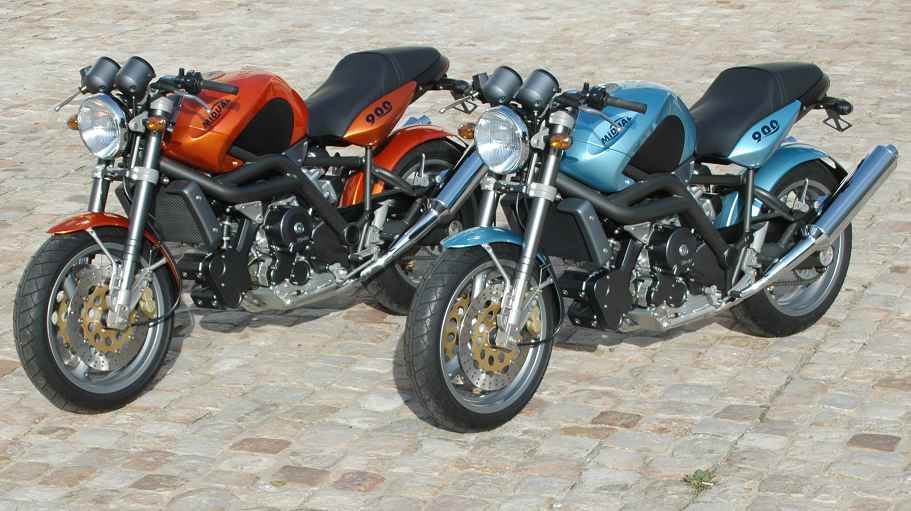
Midual 900.

Deux maquettes de la Midual 900, prototype développant 90 ch, ont été présentées en 1999 au Mondial du deux roues de Paris. Ce modèle était doté du flat-twin à vilebrequin transversal, à l'instar des modèles de la marque Douglas. Son créateur évalue à vingt-quatre mille heures l'élaboration du prototype présenté à Angers. Ce roadster ne vit jamais le jour faute de financement.
La Midual 900 présentée sous forme de maquettes au Mondial 1999 préfigure l’actuelle Midual Type 1 : pureté des lignes, mise en valeur du moteur.

### Midual Type 1

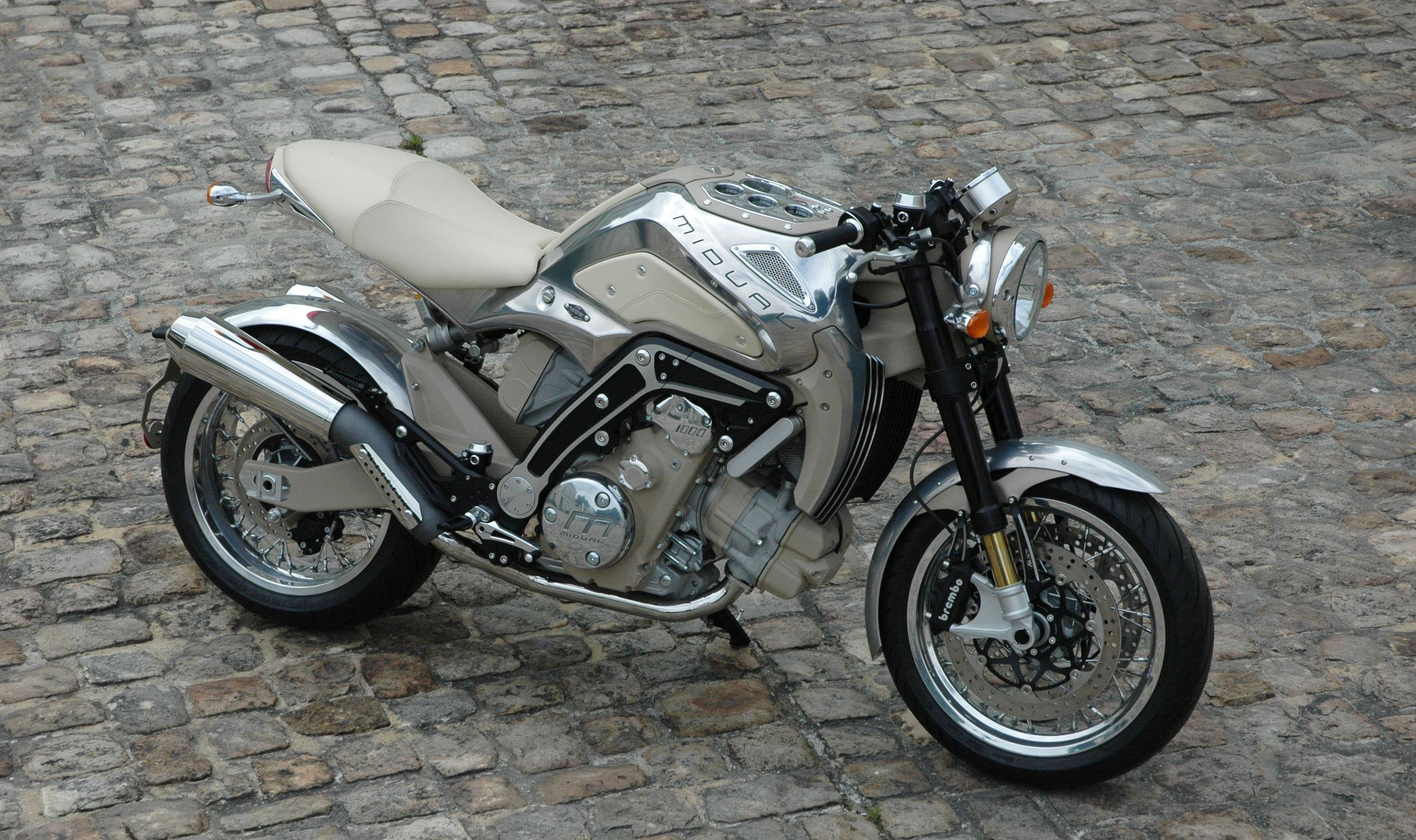
Monocoque polie.

La Midual Type 1 n’a plus grand-chose à voir avec sa devancière : le moteur a été réétudié et redessiné (la finition bicolore de ses fonderies le met en valeur), la coque autoporteuse donne à l’ensemble une allure particulière, les détails et la finition sont hors normes,. Elle est constituée de 1 393 pièces. Produite en petites séries (seize exemplaires pour la première série puis trente-cinq exemplaires par an), la Type 1 est commercialisée à partir de 155 000 €.

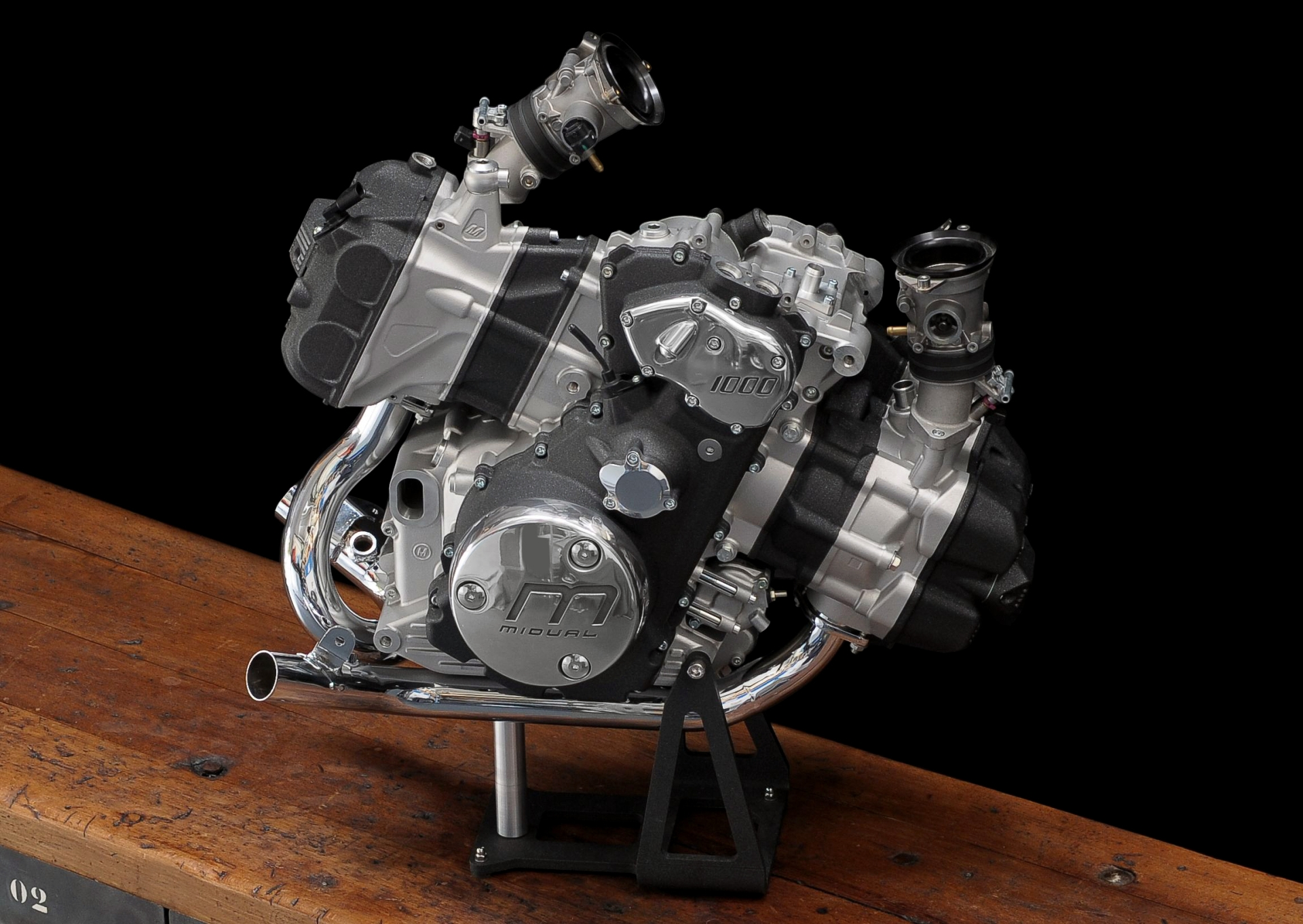
Moteur flat-twin transversal Midual de 1000 cm3.

#### Moteur
Le moteur Midual possède deux cylindres opposés inclinés de 25°. Le centre de gravité est bas. Entièrement conçu et développé en interne, le moteur a fait l’objet d’un travail de style pour une intégration des détails disgracieux.

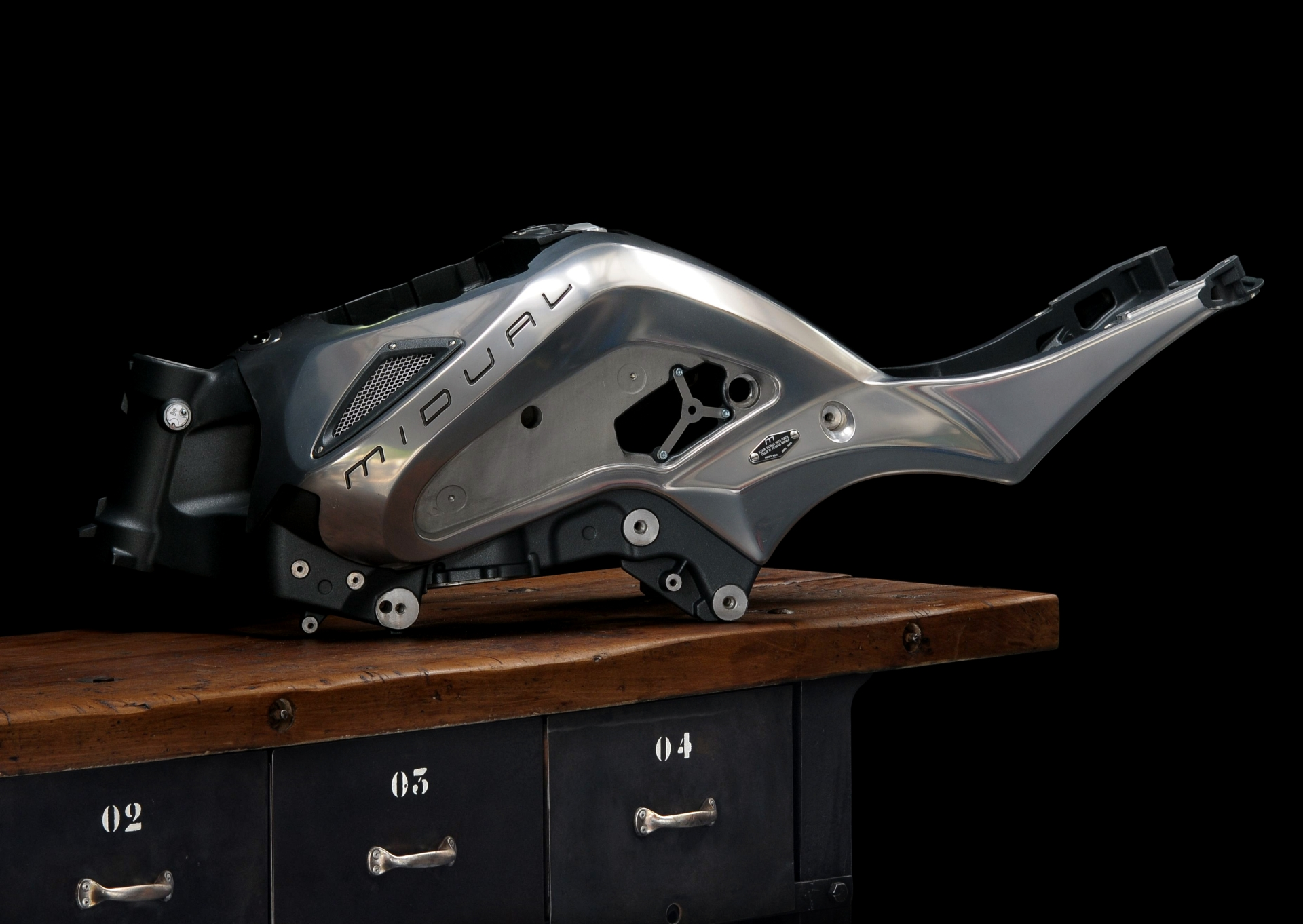
Cadre monocoque à double paroi.

#### Partie-cycle
Les Midual bénéficient d’une double coque autoporteuse en alliage d’aluminium tenant lieu de cadre, de réservoir d'essence et de carrosserie, et coulée d’une seule pièce, dans une fonderie travaillant pour l’aéronautique. La coque Midual est coulée dans un moule en sable, fabriqué à la main pour chaque nouvelle pièce et détruit après la coulée. Une masse de 80 kg d’aluminium AS7G06 haute pureté est mise en œuvre pour chaque moulage ainsi que 1,7 t de sable. La pièce finie pèse 24 kg.

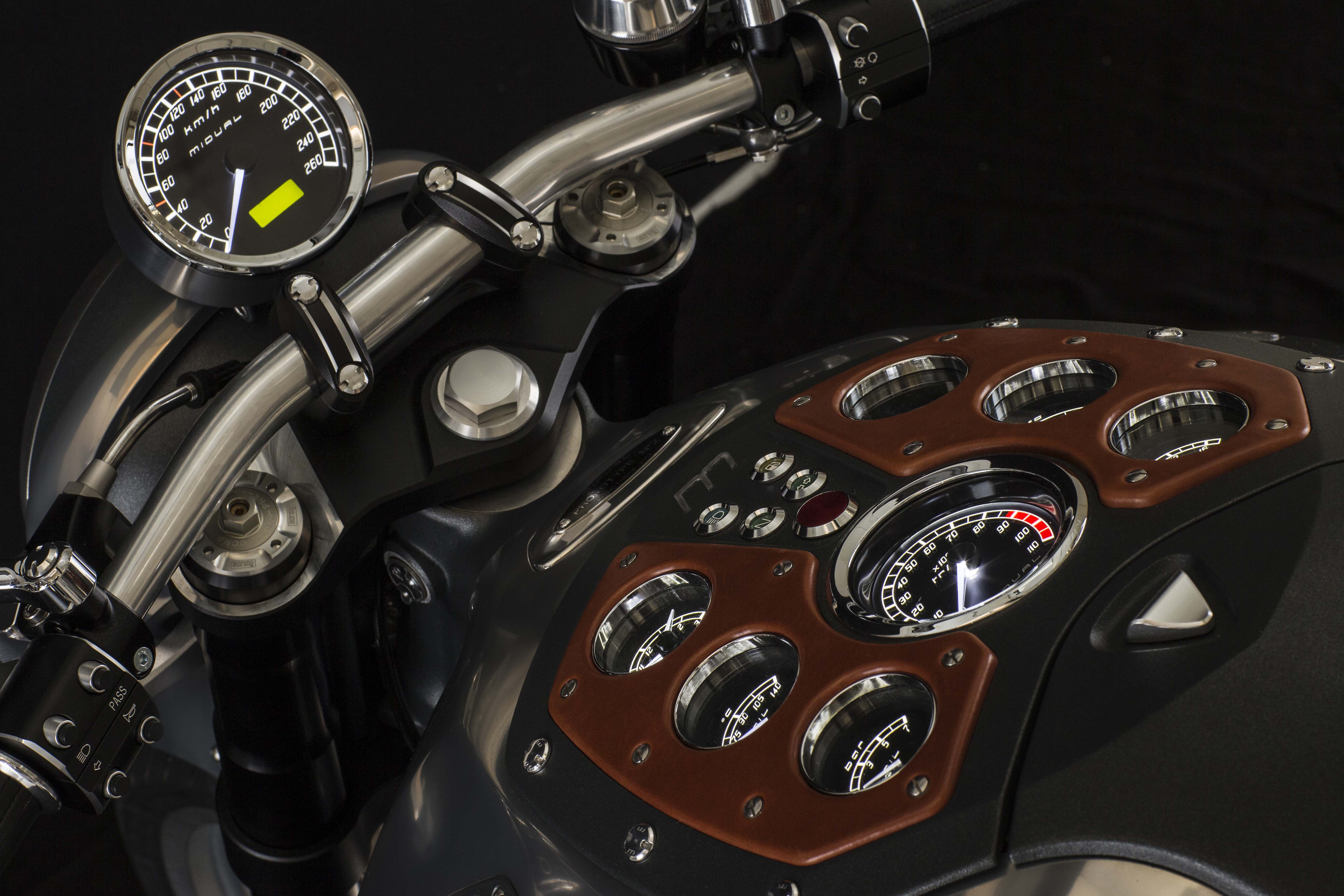
Tableau de bord.

L'empattement est court.

#### Détails
Le tableau de bord la différencie de n’importe quelle moto existante. Il évoque l’horlogerie de luxe ou les voitures anciennes.
Le système de refroidissement de la Midual et notamment l'intégration de son radiateur ont fait l’objet de 1 500 heures d’études préalables et d’une centaine de variantes. L’implantation du radiateur est brevetée.

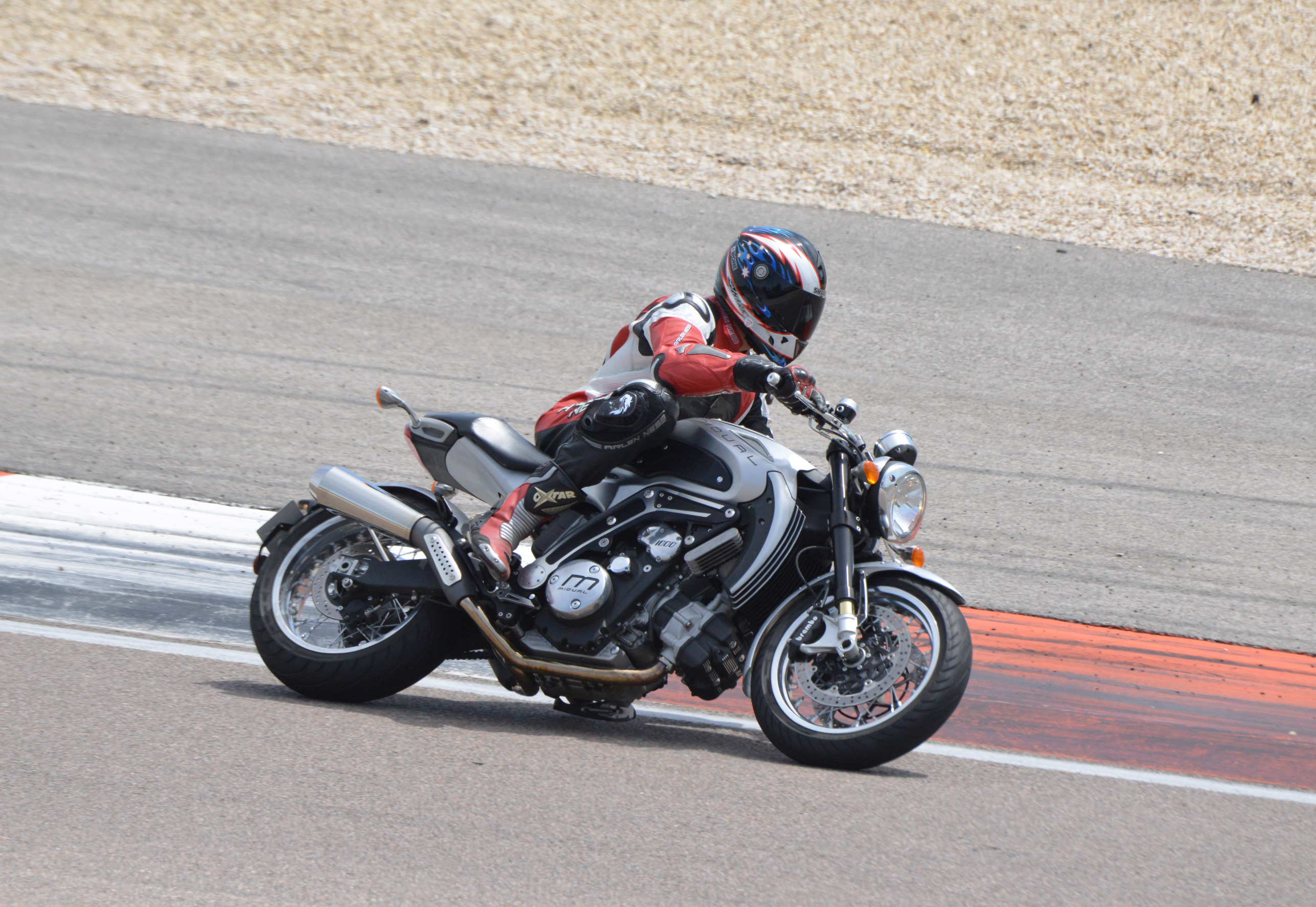
Type 1 lors des Coupes Moto Légende 2016 (circuit de Dijon-Prenois).

#### En dynamique, sur la route
L’aspect de la Midual pourrait faire oublier qu’elle roule. Les premières machines ont dépassé les 100 000 km.
Le moteur Midual offre souplesse, couple disponible dès les bas régimes et vivacité.
Son centre de gravité bas lui confère une très bonne tenue de route et l’absence de vibrations complète le confort de conduite.

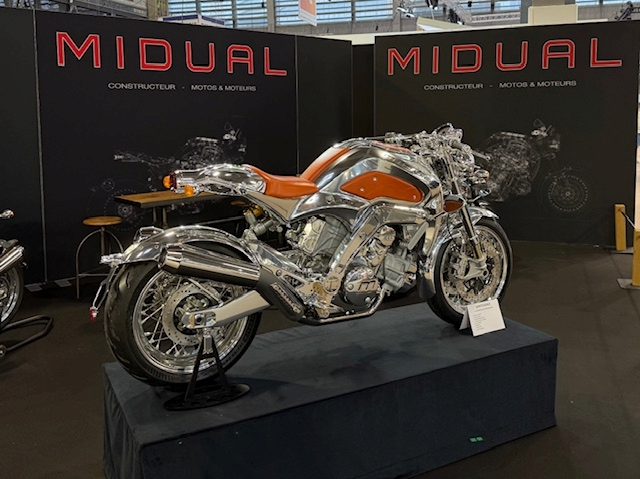
Midual Quintessence sur le stand Retromobile 2025.

### Quintessence
Début 2025, Midual propose une édition volontairement limitée, pour ajouter de la rareté au prestige de son intemporelle roadster Type 1.
« Quintessence » se distingue par une silhouette affinée avec élégance dans sa partie arrière, mettant en majesté le châssis monocoque à l’architecture unique et une superfinition, illuminant le galbe de chacun des composants de la Type 1, expression d’un savoir-faire tourné vers l’excellence.